# Сикора, Мирослав
Мирослав Сикора (пол. Mirosław Sikora, род. 5 октября 1957, Освенцим, Польша) — немецкий и польский хоккеист, нападающий участник Чемпионата мира по хоккею 1987 года.

## Биография
Сикора начал свою карьеру в польском хоккее. В 1970-е годы играл в составе сборной Польши на юниорских турнирах. Затем получил гражданство Германии и на Чемпионат мира 1987 года в Вене поехал в составе хоккейной сборной ФРГ. После матча Германия-Финляндия, закончившегося победой немецкой команды со счетом 3 — 1, в котором Сикора забил две шайбы, финская команда подала протест, указывая на тот факт, что Сикора был хоккеистом двух различных национальных сборных. ИИХФ удовлетворило требование финнов отменить все результаты матчей сборной ФРГ, поставив её на последнее место. В ответ немцы подали иск в Венский суд, упирая на то, что никакие документы ИИХФ не регламентируют участие в сборных игроков, сменивших гражданство. Суд постановил, что отмена результатов игр была необоснованной, но самому Сикоре в участии в дальнейших играх отказал.
В 2008 году «Дело Сикоры» было названо ИИХФ одним из ярчайших событий в истории хоккея (29 место в списке).